# Jon & Vangelis
Jon & Vangelis foi um projecto musical formado pelo vocalista da banda Yes, Jon Anderson, e pelo músico grego Vangelis, nos anos 80. Lançaram quatro álbuns.
O primeiro encontro de ambos terá acontecido em Londres, na anos 70. Vangelis seria o substituto de Rick Wakeman nas teclas, o que nunca aconteceria. No entanto, Jon participou como vocalista nos álbuns de Vangelis Heaven and Hell (1975) e See You Later (1980), e tocando harpa no álbum Opera Sauvage (1979).
A dupla trabalhou em conjunto de 1979 a 1991, produzindo êxitos como I Hear You Now e I'll Find My Way Home. Anderson foi o autor das letras, e Vangelis o compositor das músicas.

## Discografia

### Álbuns
- Short Stories, (1980)
- The Friends of Mr. Cairo, (1981)
- Private Collection, (1983)
- Page of Life, (1991)
- Page of Life, (1998 - reedição do álbum de 1991, com faixas diferentes, que Vangelis não aprovou)

### Colectâneas
- The Best of Jon & Vangelis, (1984)
- Chronicles, (1994)